# Giant (azienda)
La Giant Manufacturing Co. Ltd. (nota semplicemente come Giant) 巨大機械工業股份有限公司T, 巨大机械工业股份有限公司S, jùdà jīxiè gōngyè gǔfèn yǒuxiàn gōngsīP, lett. "Giant Industrial Manufacturing Co., Ltd." è un'azienda taiwanese che produce telai per bicicletta. Giant ha fabbriche a Taiwan, nei Paesi Bassi e in Cina.
Giant è pioniera nei processi di progettazione più all'avanguardia che coinvolgono la produzione di telai in carbonio e alluminio. È stata la prima ditta ad introdurre una caratteristica sui telai per bici da corsa che è forse la più rivoluzionaria degli ultimi anni: il tubo orizzontale inclinato, che ha portato a modificare le stesse norme dell'UCI sui telai per bici da corsa. La geometria denominata sloping permette infatti di ottenere telai più compatti e una standardizzazione delle misure, con una gamma ridotta rispetto a quanto non avvenisse in passato. All'epoca Giant forniva biciclette alla squadra professionistica ONCE.
Nell'ambito professionistico del ciclismo su strada, Giant ha fornito l'equipaggiamento tecnico al Team Sunweb, ex Team Giant-Alpecin, al team CCC e dal 2022 la BikeExchange.

## Storia
Fondata nel 1972 a Dajia (Taichung City) da King Liu come ditta produttrice di telai per altre case, nel 1986 iniziò a produrre telai con un proprio marchio, arrivando a diventare una delle massime case mondiali del settore, con concessionari presenti in 50 paesi ed un volume di vendita di 4,7 milioni di bici nel 2002. La società è quotata in borsa dal 1994 e ad oggi Giant è considerata, insieme a Merida, una delle due più grandi OEM che fabbricano telai da bici di tutti i tipi e per tutti i brand, europei e americani.

## Competizioni
Giant sponsorizza diversi team di ciclismo come Team Giant-Alpecin team e il Global Giant Mountain Bike Team. Team ONCE dal 1993 al 2003. ONCE e Giant svilupparono i telai con Mike Burrows della serie compact in 3 misure (S, M, L). Team Telecom, HTC Highroad che fu coinvolto in uno scandalo di doping e poi solo T-Mobile ma senza diritto di marchio.

## Galleria d'immagini

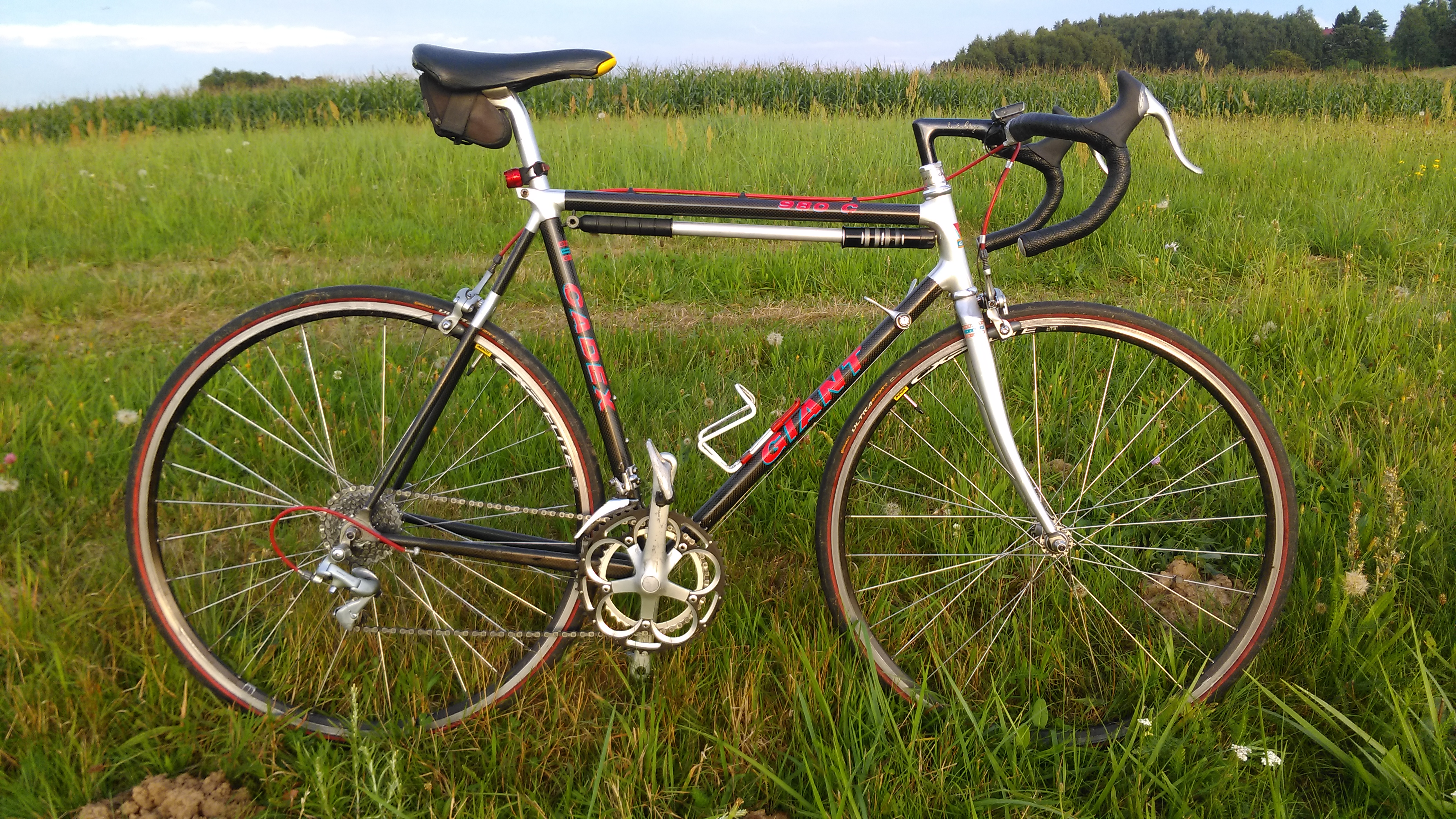
Giant Cadex 980C prima bicicletta prodotta in serie in fibra di carbonio
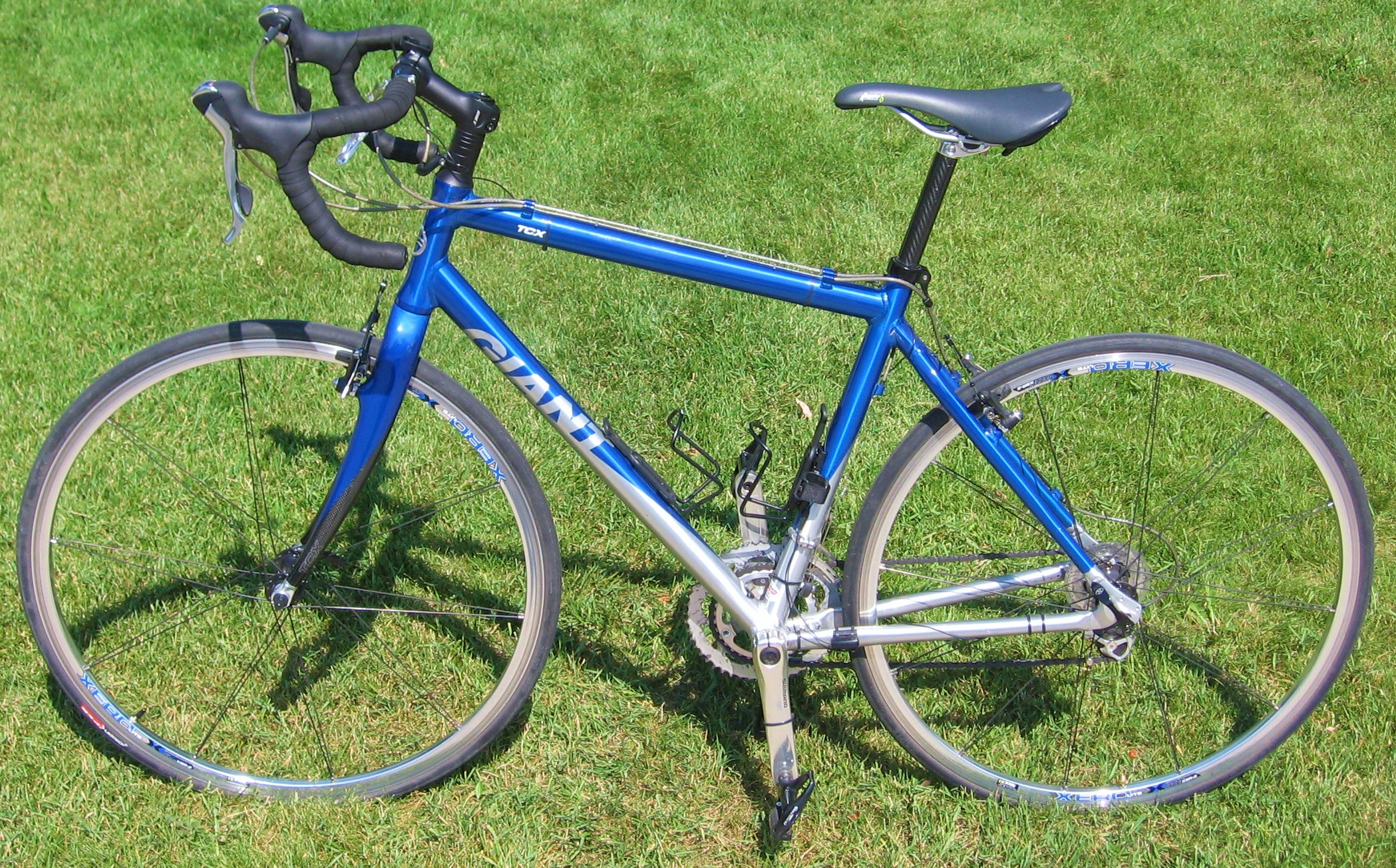
A Giant TCX Cyclocross
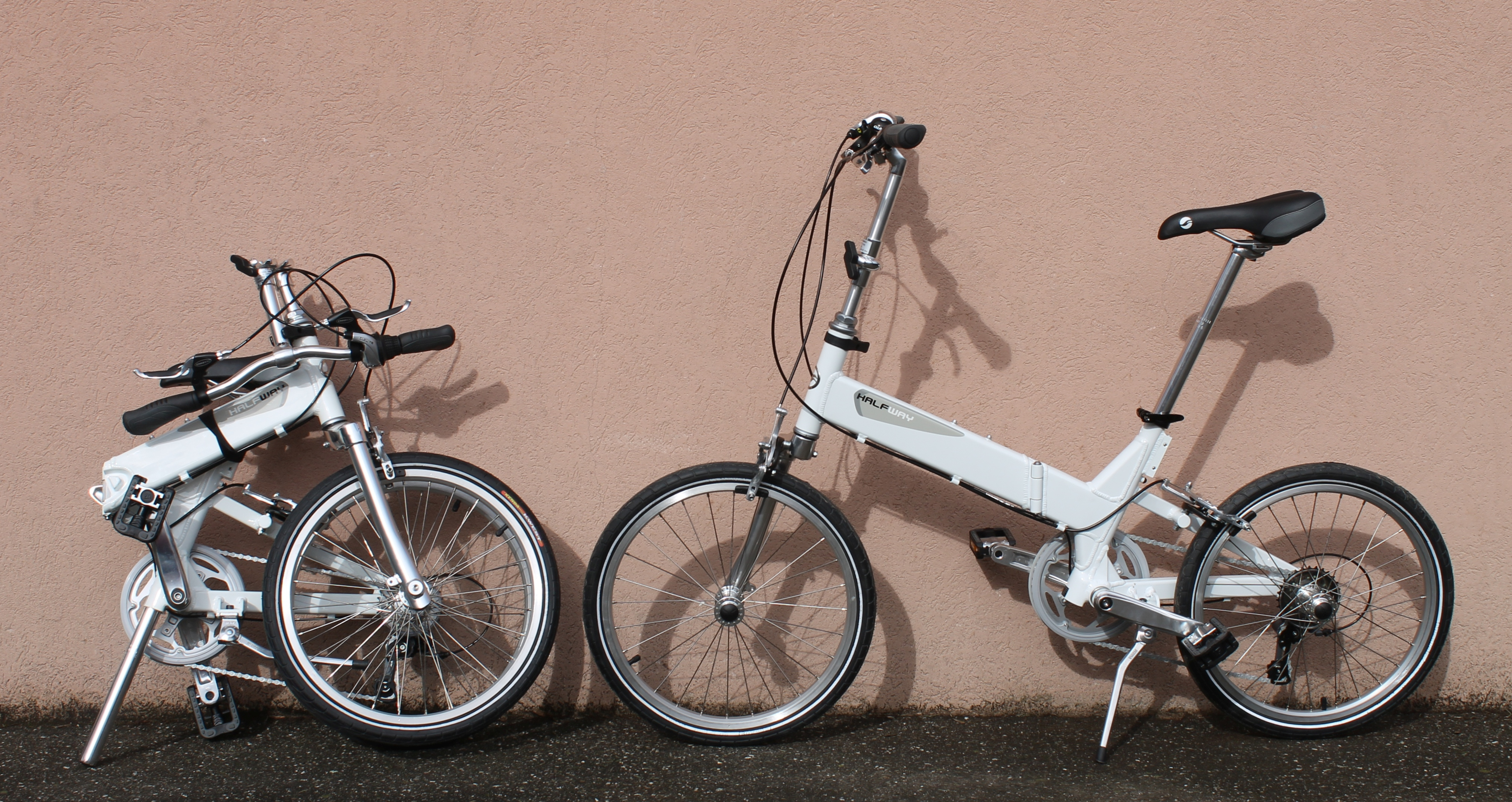
Giant Halfway folding bicycle
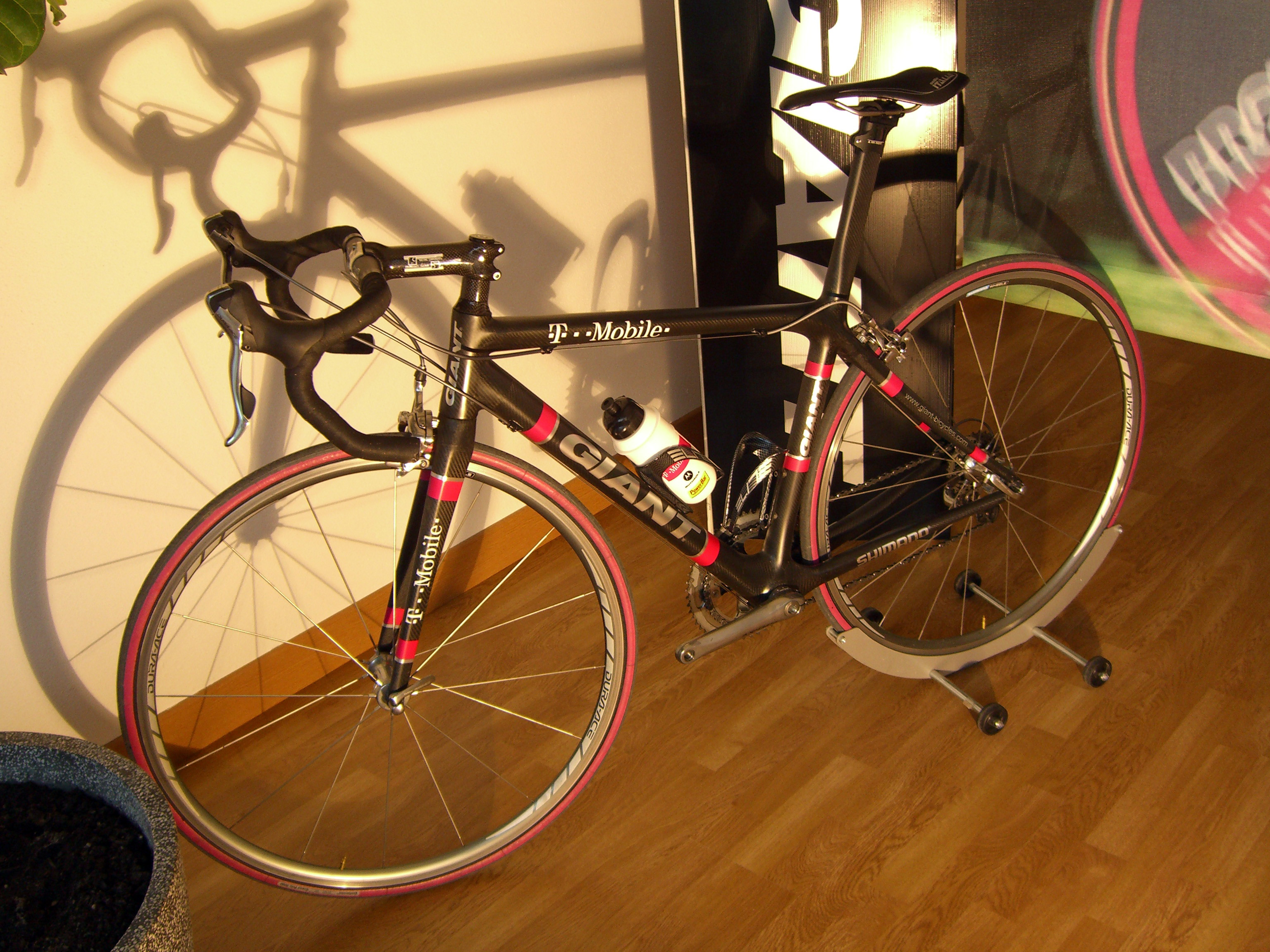
Bicicletta di Aleksandr Vinokurov al Tour de France 2005